# کافه ماکیاتو
کافه ماکیاتو  (به ایتالیایی: Caffè macchiato) یا اسپرسو ماکیاتو (به ایتالیایی: espresso macchiato) گونه‌ای نوشیدنی ایتالیایی با پایهٔ قهوه است که از ترکیب اسپرسو مقدار بسیار کمی شیر (به صورت کف شیر) درست می‌شود در ایتالیایی کافه به‌معنای قهوه و ماکیاتو به‌معنای «خال‌خال»، «نشان‌دار» یا «لکه‌دار» شده‌است و در این نوشیدنی، اشاره به مقدار خیلی کم شیری دارد که پس از آماده‌سازی به صورت کف، در حد یک یا دو قاشق غذاخوری بر روی یک فنجان اسپرسوی داغ گذاشته می‌شود و آن را نشان‌دار می‌کند. یک شات قهوه اسپرسو که به آن یک لکه شیر اضافه می‌شود اسپرسو ماکیاتو نامیده می‌شود.
حجم و مقدار اندازه قهوه اسپرسو برای اسپرسو ماکیاتو ۲۵ الی ۳۰ سی‌سی می‌باشد.

## تاریخچه
ریشه نام ماکیاتو به یک باریستا در ایتالیا بازمی‌گردد که برای نشان دادن تفاوت میان اسپرسو و اسپرسویی که به آن اندکی شیر اضافه شده‌است، به پیشخدمت خود، اقدام به این کار نمود و بعدها این بعنوان یک مارک و برند درآمد. ایدهٔ این کار هم به یک نوشیدنی مرسوم در پرتغال به نام کافه پینگادو (به پرتغالی: café pingado) که به معنای قهوه با چند قطره می‌باشد، بازمی‌گردد.